# 吴拉姆·阿里·拉希德
吴拉姆·阿里·拉希德（波斯語：غلامعلی رشید，1953年—2025年6月13日），伊朗军官，生前担任伊朗革命卫队副总司令。2025年6月13日，他在以色列对伊朗的空袭中丧生。

## 生涯
拉希德曾任伊朗武装力量副参谋长，是两伊战争中的指挥官之一。 拉希德与穆罕默德·阿里·贾法里、阿里·法达维、卡西姆·苏莱曼尼和穆罕默德·巴盖里一同也是伊朗正规军指挥官网络的成员。
他随后担任眾先知的封印中央總部司令。2025年6月13日，他在以色列对伊朗的空袭中阵亡。

## 制裁
2019年11月，他被美國制裁，列入SDN黑名單。2024年4月，他受到加拿大的制裁。

## 新闻报导
拉希德宣称，伊朗可能在战争中袭击以色列的军事装备和核设施。
在德黑兰的一次会议上，他宣称伊朗的指挥官已在伊拉克、叙利亚、巴勒斯坦和黎巴嫩提供军事建议。
拉希德表示：“（伊朗的）核问题和人权问题仅仅是借口”。他还声称，那些针对伊朗提出此类问题的人，实际上是对伊斯兰教有意见。
他表示，美国对伊朗采取任何军事行动都将会是一个战略错误。

## 争议
拉希德公开承认，甚至赞扬伊朗与周边地区多个非国家武装组织的深厚战略关系。在中东媒体研究所（MEMRI）截取的声明中，他不仅将黎巴嫩真主党、巴勒斯坦加沙地带的哈马斯和巴勒斯坦伊斯兰圣战运动、伊拉克人民动员以及也门胡塞运动描述为盟友，更是伊朗军事力量的直接延伸。他进一步表示，美国及以色列对此感到不满，因为它实际上在“我国（指伊朗）境外建立了六支为伊朗服务的军队”。